# Миховка
Миховка (укр. Михівка) — село в Дунаевецком районе Хмельницкой области Украины.
Население по переписи 2001 года составляло 416 человек. Почтовый индекс — 32423. Телефонный код — 3858. Занимает площадь 0,964 км². Код КОАТУУ — 6821855702.

## Местный совет
32423, Хмельницкая обл., Дунаевецкий р-н, пгт Смотрич, ул. Советская, 8